# Die Mäusejagd auf der Titanic
Die Mäusejagd auf der Titanic (Originaltitel: La leggenda del Titanic) ist ein italienisch-spanischer animierter Spielfilm aus dem Jahre 1999 von Orlando Corradi und Kim J. Ok. Er basiert lose auf der Geschichte vom Untergang der Titanic. Der Film kam in Italien am 17. April 1999 ins Kino. Der deutsche Kinostart war am 30. November 2000. Die Free-TV-Premiere fand am 5. Oktober 2001 auf Super RTL statt. Am 31. Juli 2002 wurde er auf Deutsch bei Laser Disc auf DVD veröffentlicht.

## Handlung
In New York City erzählt die alte Maus Conners ihren Enkeln die vermeintlich wahre Geschichte der Titanic.
Im April 1912 war Conners eine junge Matrosenmaus auf der Jungfernfahrt der Titanic von Southampton nach New York City. Conners trägt die Verantwortung für die Mäuse, die die Reise antreten. Eine junge Maus aus Brasilien, Ronny, ist Conners behilflich. Conners verliebt sich in Ronnys Schwester Stella.
Auch Menschen betreten das Schiff und darunter Elizabeth mit ihrer Familie. Ihr Vater und Elizabeths Stiefmutter möchten, dass Elizabeth Evarard Maltravers heiratet. Doch Elizabeth ist mit dieser Entscheidung unzufrieden, denn sie ist in den Zigeunerprinzen Juan verliebt.
Elizabeths Vater berücksichtigt ihre Gefühle und Juan wird sein Schwiegersohn. Maltravers hatte sich die Walfangrechte als Hochzeitsgeschenk erhofft, da sein Ziel ist, Wale des Nordmeeres auszurotten. Aus Wut möchte er sich rächen und schmiedet einen Plan. Ein Tigerhai, Iceteeth, und eine Riesenkrake, Weissenegger, sollen das Schiff zum Kentern bringen, indem sie Eisberge auf die Titanic schleudern.
Als die Mäuse von dem Plan erfahren, berichten sie dies sofort Elizabeth. Mit ihrer Hilfe schaffen sie es, Kontakt aufzunehmen und Wale zu rufen, die alle Passagiere in Sicherheit bringen.
In New York angekommen, heiraten Elizabeth und Juan. Auch Conners traut sich mit Stella.

## Deutsche Synchronisation
- Rolle:  deutscher Sprecher
- Kapitän: Horst Lampe
- Don Juan:Gerrit Schmidt-Foß
- Elizabeth Camden: Ulrike Stürzbecher
- Everard Maltravers: Till Hagen
- Iceteeth: Tilo Schmitz
- Rachel Camden: Kerstin Sanders-Dornseif
- Tentacolino: Hannes Maurer
- Delfin: Giuliana Jakobeit
- Fernando: Thomas Petruo
- Großmutter Connors: Christel Merian
- Großvater Conners: Friedrich Schoenfelder
- Jeffrey: Axel Lutter
- Mäusekapitän:	Jürgen Kluckert
- Mr. Camden: Lothar Blumhagen
- Orkie: Frank-Otto Schenk
- Rachels Schwester: Eva-Maria Werth
- Smiley: Hans-Jürgen Dittberner
- Steward: Kaspar Eichel
- Zeitungsjunge: Tobias Müller
- Zeitungsleser: Raimund Krone